# Guild Wars: Factions

Guild Wars: Factions är ett CORPG som släpptes till PC den 28 april 2006 i USA, blev försenat till den 3 maj i Europa. Fristående uppföljare till Guild Wars: Prophecies.
Ett Guild Wars: Prophecies är inte nödvändigt för att kunna spela. Dock krävs det för att kunna nå alla saker som finns i det första spelet.

## Speluppbyggnad
Man kan välja en av två sidor (Luxons och Kurzicks). Man kommer därefter inte bara kunna få "faction" med guden Balthazar, utan även kunna få faction med sin nuvarande sida av dessa två, genom antingen nya Player versus Player-möjligheter eller att göra uppdrag åt ens överordnade.
Denna nya "faction" kan man senare använda antingen för att köpa saker till ens karaktär, eller för att göra ens Guild mäktigare, och ge det mer "Guild Faction". Med "Guild Faction" kan man bli härskare över en stad, ifall man är det har man möjligthet till att göra "Elite Mission". (se Guild Wars)

### Nyheter
I Factions tillkom de två sidorna, Luxons och Kurzicks, som man kan välja sida och strida för i Jade Quarry, Fort Aspenwood och Alliance Battles. (för att se vad det är, se Guild Wars)
En del andra nyheter, i form av bland annat skills, rustning och vapen för de existerande professions fanns också med. Även två Elite Missions (se Guild Wars) fanns med, The Deep och Urgoz's Warren.

## Yrken
Två nya yrken finns tillgängliga. För att läsa mer om vad ett yrke innebär, gå till artikeln Guild Wars. I Guild Wars: Factions kan man även skapa karaktärer av de ursprungliga 6 yrken, men man kan inte skapa några Paragons eller Dervishes, då de är unika för Guild Wars: Nightfall.

### Assassin
Snabb, stark och smidig. De är även kallade för "lönnmördare". Slåss med knivar och får hjälp av skuggornas krafter. Tål inte lika mycket skada som en warrior och drar därför nytta av att hålla sig gömd och att överraska sin fiende för att sätta in en kraftfull attackkedja på motståndaren och sedan ta skydd.

### Ritualist
Framkallar andar (spirits) för att skada fienden och skydda och hela sina allierade.
En Ritualist kan spela på många olika sätt, framför allt offensivt, defensivt eller support.

## Primary Attributes
Alla professions har en så kallad "primary attribute", primär egenskap som bara kan fås om man väljer det i första hand. 

### Assassin -Critical Strikes
För varje attributspoäng ökar chansen att göra en critical hit med 1 %. För varje gång det blir critical hit får spelaren 1 energy från rank 2-7, 2 energy ifrån rank 8-12 och 3 energy från rank 13 och uppåt.

### Ritualist -Spawning Power
Varje attributspoäng ökar Maximum Health för alla varelser som spelaren skapar med 4 % och gör att spelarens weapons spells varar 4 % längre.